# Estados-membros da União Africana
Os Estados-membros da União Africana são os cinquenta e cinco Estados soberanos que ratificaram e aderiram ao Ato Constitutivo da União Africana, tornando-se membros da organização. A União Africana substituiu a Organização da Unidade Africana (OUA), e sua membresia se estende a todos os membros da antiga organização. De uma membresia original de 36 Estados, quando foi estabelecida em 25 de maio de 1963, entraram em curso 18 processos de expansão — o maior deles em 18 de julho de 1975. O Sudão do Sul é o Estado-membro mais recente, tendo aderido à organização em 27 de julho de 2011. O Marrocos teve sua sua membresia suspendida após a adesão da República Árabe Saaraui Democrática (Saara Ocidental), cujo reconhecimento é disputado internacionalmente, mas retornou em janeiro de 2017. A Espanha, um país europeu, mantém a soberania sobre parte do norte da África e as Ilhas Canárias, mas não está associada a organização.
A União Africana é composta por cinquenta e duas repúblicas e três monarquias. A população total da organização é de 1.068.444.000 habitantes.

## Membros da União Africana
Suspenso
| Bandeira                       | Nome oficial                                 | Data de adesão                                                 | Capital                              |
| ------------------------------ | -------------------------------------------- | -------------------------------------------------------------- | ------------------------------------ |
| África do Sul                  | República da África do Sul                   | 1994-06-06 (6 de junho de 1994)                                | Pretória Bloemfontein Cidade do Cabo |
| Angola                         | República de Angola                          | 1979-02-11 (11 de fevereiro de 1979)                           | Luanda                               |
| Argélia                        | República Argelina Democrática e Popular     | 1963-05-25 (25 de maio de 1963)                                | Argel                                |
| Benim                          | República do Benim                           | 1963-05-25 (25 de maio de 1963)                                | Porto Novo Cotonu                    |
| Botsuana                       | República do Botswana                        | 1966-10-31 (31 de outubro de 1966)                             | Gaborone                             |
| Burquina Fasso                 | Burkina Faso                                 | 1963-05-25 (25 de maio de 1963)                                | Uagadugu                             |
| Burundi                        | República do Burundi                         | 1963-05-25 (25 de maio de 1963)                                | Bujumbura                            |
| Cabo Verde                     | República de Cabo Verde                      | 1975-07-18 (18 de julho de 1975)                               | Praia                                |
| Camarões                       | República dos Camarões                       | 1963-05-25 (25 de maio de 1963)                                | Iaundé                               |
| Chade                          | República do Chade                           | 1963-05-25 (25 de maio de 1963)                                | Bangui                               |
| Comores                        | União das Comores                            | 1975-07-18 (18 de julho de 1975)                               | Moroni                               |
| Costa do Marfim                | República da Costa do Marfim                 | 1963-05-25 (25 de maio de 1963)                                | Iamussucro                           |
| Djibouti                       | República do Djibuti                         | 1977-06-27 (27 de junho de 1977)                               | Djibuti                              |
| Egito                          | República Árabe do Egito                     | 1963-05-25 (25 de maio de 1963)                                | Cairo                                |
| Eritreia                       | Estado da Eritreia                           | 1993-05-24 (24 de maio de 1993)                                | Asmara                               |
| Etiópia                        | República Democrática Federal da Etiópia     | 1963-05-25 (25 de maio de 1963)                                | Adis Abeba                           |
| Gabão                          | República Gabonesa                           | 1963-05-25 (25 de maio de 1963)                                | Libreville                           |
| Gâmbia                         | República da Gâmbia                          | 1965-10 (outubro de 1965)                                      | Banjul                               |
| Gana                           | República do Gana                            | 1963-05-25 (25 de maio de 1963)                                | Acra                                 |
| Guiné                          | República da Guiné                           | 1963-05-25 (25 de maio de 1963)                                | Conacri                              |
| Guiné-Bissau                   | República da Guiné-Bissau                    | 1973-11-19 (19 de novembro de 1973)                            | Bissau                               |
| Guiné Equatorial               | República da Guiné Equatorial                | 1968-10-12 (12 de outubro de 1968)                             | Malabo                               |
| Lesoto                         | Reino do Lesoto                              | 1966-10-31 (31 de outubro de 1966)                             | Maseru                               |
| Libéria                        | República da Libéria                         | 1963-05-25 (25 de maio de 1963)                                | Monróvia                             |
| Líbia                          | Líbia                                        | 1963-05-25 (25 de maio de 1963)                                | Trípoli                              |
| Madagáscar                     | República de Madagáscar                      | 1963-05-25 (25 de maio de 1963)                                | Antananarivo                         |
| Malawi                         | República do Malawi                          | 1964-07-13 (13 de julho de 1964)                               | Lilongué                             |
| Mali                           | República do Mali                            | 1963-05-25 (25 de maio de 1963)                                | Bamaco                               |
| Marrocos                       | Reino de Marrocos                            | 2017-01-30 (e 1963-05-25 a 1984-11-12) (30 de janeiro de 2017) | Rabate                               |
| Maurícia                       | República da Maurícia                        | 1968-08 (agosto de 1968)                                       | Porto Luís                           |
| Mauritânia                     | República Islâmica da Mauritânia             | 1963-05-25 (25 de maio de 1963)                                | Nuaquexote                           |
| Moçambique                     | República de Moçambique                      | 1975-07-18 (18 de julho de 1975)                               | Maputo                               |
| Namíbia                        | República da Namíbia                         | 1990-06 (junho de 1990)                                        | Vinduque                             |
| Níger                          | República do Níger                           | 1963-05-25 (25 de maio de 1963)                                | Niamei                               |
| Nigéria                        | República Federal da Nigéria                 | 1963-05-25 (25 de maio de 1963)                                | Abuja                                |
| Quénia                         | República do Quénia                          | 1963-12-13 (13 de dezembro de 1963)                            | Nairóbi                              |
| República Centro-Africana      | República Centro-Africana                    | 1963-05-05 (5 de maio de 1963)                                 | Bangui                               |
| Saara Ocidental                | República Árabe Saaraui Democrática          | 1982-02-22 (22 de fevereiro de 1982)                           | El Aiune (de jure)                   |
| República Democrática do Congo | República Democrática do Congo               | 1963-05-25 (25 de maio de 1963)                                | Quinxassa                            |
| Congo                          | República do Congo                           | 1963-05-25 (25 de maio de 1963)                                | Brazavile                            |
| Ruanda                         | República de Ruanda                          | 1963-05-25 (25 de maio de 1963)                                | Quigali                              |
| São Tomé e Príncipe            | República Democrática de São Tomé e Príncipe | 1975-07-18 (18 de julho de 1975)                               | São Tomé                             |
| Seicheles                      | República das Seicheles                      | 1976-06-29 (29 de junho de 1976)                               | Vitória                              |
| Senegal                        | República do Senegal                         | 1963-05-25 (25 de maio de 1963)                                | Dacar                                |
| Serra Leoa                     | República da Serra Leoa                      | 1963-05-25 (25 de maio de 1963)                                | Freetown                             |
| Somália                        | República Federal da Somália                 | 1963-05-25 (25 de maio de 1963)                                | Mogadíscio                           |
| Essuatíni                      | Reino de Essuatíni                           | 1968-09-24 (24 de setembro de 1968)                            | Lobamba Mebabane                     |
| Sudão                          | República do Sudão                           | 1963-05-25 (25 de maio de 1963)                                | Cartum                               |
| Sudão do Sul                   | República do Sudão do Sul                    | 2011-07-27 (27 de julho de 2011)                               | Juba                                 |
| Tanzânia                       | República Unida da Tanzânia                  | 1964-01-16 (16 de janeiro de 1964)                             | Dodoma                               |
| Togo                           | República Togolesa                           | 1963-05-25 (25 de maio de 1963)                                | Lomé                                 |
| Tunísia                        | República Tunisina                           | 1963-05-25 (25 de maio de 1963)                                | Túnis                                |
| Uganda                         | República de Uganda                          | 1963-05-25 (25 de maio de 1963)                                | Campala                              |
| Zâmbia                         | República da Zâmbia                          | 1964-12-16 (16 de dezembro de 1964)                            | Lusaca                               |
| Zimbabwe                       | República do Zimbábue                        | 1980-06-? (junho de 1980)                                      | Harare                               |